# Паэс (Каука)
Паэс (исп. Páez) — город и муниципалитет на юго-западе Колумбии, на территории департамента Каука. Входит в состав Восточной провинции.

## История
Муниципалитет Паэс был выделен в отдельную административную единицу 13 декабря 1907 года.

## Географическое положение

Муниципалитет Паэс

Город расположен в восточной части департамента, в горной местности Центральной Кордильеры, на левом берегу реки Паэс, на расстоянии приблизительно 67 километров к северо-востоку от города Попаян, административного центра департамента. Абсолютная высота — 1943 метра над уровнем моря.
Муниципалитет Паэс граничит на северо-западе с территорией муниципалитета Торибио, на западе — с муниципалитетом Хамбало, на юго-западе — с муниципалитетом Сильвия, на юге — с муниципалитетом Инса, на востоке и юго-востоке — с территорией департамента Уила, на северо-востоке — с территорией департамента Толима. Площадь муниципалитета составляет 1852 км².

## Население
По данным Национального административного департамента статистики Колумбии, совокупная численность населения города и муниципалитета в 2015 году составляла 35 059 человек.
Динамика численности населения муниципалитета по годам:
| 2005   | 2006   | 2007   | 2008   | 2009   | 2010   | 2011   | 2012   | 2013   | 2014   | 2015   |
| ------ | ------ | ------ | ------ | ------ | ------ | ------ | ------ | ------ | ------ | ------ |
| 31 800 | 32 077 | 32 324 | 32 609 | 32 897 | 33 214 | 33 551 | 33 904 | 34 279 | 34 665 | 35 059 |

Согласно данным переписи 2005 года мужчины составляли 51,5 % от населения Паэса, женщины — соответственно 48,5 %. В расовом отношении индейцы составляли 68,2 % от населения города; белые и метисы — 25,8 %; негры, мулаты и райсальцы — 6 %.
Уровень грамотности среди всего населения составлял 81,2 %.

## Экономика
Большинство населения занято в сельском хозяйстве.
64,2 % от общего числа городских и муниципальных предприятий составляют предприятия торговой сферы, 25,2 % — предприятия сферы обслуживания, 8,4 % — промышленные предприятия, 2,2 % — предприятия иных отраслей экономики.

## Транспорт
Через город проходит национальное шоссе № 37 (исп. Ruta Nacional 37).